# Onorificenze ceche
Elenco delle onorificenze e degli ordini di merito e cavallereschi distribuiti dalla Repubblica Ceca.

## Ordini cavallereschi
| Nastro | Onorificenza                     |
| ------ | -------------------------------- |
|        | Ordine del Leone bianco          |
|        | Ordine di Tomáš Garrigue Masaryk |

## Medaglie militari e di benemerenza
| Nastro | Onorificenza                                      |
| ------ | ------------------------------------------------- |
|        | Medaglia all'eroismo                              |
|        | Medaglia al merito                                |
|        | Croce in difesa dello stato                       |
|        | Decorazione d'oro                                 |
|        | Croce di merito                                   |
|        | Medaglia per feriti                               |
|        | Medaglia per servizi all'estero                   |
|        | Medaglia delle forze armate della Repubblica Ceca |
|        | Distintivo di re Ottocaro II di Boemia            |
|        | Distintivo del capitano Václav Morávek            |